# Veronica Ivy
Veronica Ivy (Victoria, Columbia Británica; 1982), anteriormente Rachel McKinnon, es una ciclista de competición canadiense y activista por los derechos de las personas transgénero. En 2018, se convirtió en la primera campeona mundial transgénero de ciclismo en pista al quedar en primer lugar en el Campeonato Mundial de Pista Masters Femenino de la UCI para la categoría femenina de 35 a 44 años.

## Primeros años y educación
Natural de la Columbia Británica, se licenció en Filosofía por la Universidad de Victoria (2005). Se doctoró en Filosofía por la Universidad de Waterlooo en 2012, con una tesis titulada Reasonable Assertions: On Norms of Assertion and Why You Don't Need to Know What You're Talking About.
Ivy ha dicho que empezó a pensar que podría ser transgénero cuando tenía trece años, pero que tardó dieciséis años más en "aceptarlo". Comenzó su transición cuando estaba terminando su doctorado, y salió del armario "dos días después de defender mi tesis". El 2 de mayo de 2012 escribió a sus alumnos para decirles que era transgénero.
Ivy era profesora asociada de filosofía en el College of Charleston, en Carolina del Sur. y obtuvo la titularidad en marzo de 2019, convirtiéndose en profesora asociada en agosto del mismo año.
El principal enfoque de investigación de Ivy es la filosofía del lenguaje. La mayoría de sus trabajos publicados tratan sobre las normas del acto de habla de la aserción, preeminentemente su monografía de 2015 The Norms of Assertion: Truth, Lies, and Warrant. Otro de los temas en los que se centra su trabajo es el feminismo y la filosofía feminista, en particular las cuestiones relacionadas con el género y las identidades queer.

## Carrera en los medios de comunicación
Ivy ha escrito artículos sobre temas de transexualidad e intersexualidad para medios como NBC News, Vice y Newsweek.

## Carrera deportiva
Antes de trasladarse al College of Charleston, Ivy jugaba al bádminton. A falta de una escena fuerte de bádminton en Charleston, Ivy se interesó por el ciclismo deportivo. El 12 de octubre de 2018, ganó el récord mundial de 200 m sprint para mujeres en el rango de edad de 35 a 39 años, y al día siguiente ganó el Campeonato Mundial de Ciclismo de Pista UCI Masters en el rango de edad de 35 a 44 años, convirtiéndose en la primera campeona mundial transgénero en ciclismo de pista.
Algunas personas del mundo del deporte opinaron que su sexo de nacimiento le daba una ventaja injusta. La ciclista estadounidense Jennifer Wagner, que terminó tercera (bronce), dijo que el sexo de nacimiento de Ivy le daba ventajas fisiológicas. La neerlandesa Caroline van Herrikhuyzen, que fue plata, apoyó públicamente a Ivy. Ivy argumentó que no había pruebas de que el hecho de haber nacido varón le diera ventaja en la carrera y que había perdido contra Wagner en el pasado. La columnista británica Katie Hopkins escribió que la decisión de permitir que Ivy compitiera era una prueba de que "el mundo está atenazado por una locura febril". La tenista Martina Navratilová dijo que permitir que personas nacidas varones compitan en deportes femeninos era una "locura" y una "trampa". Ivy criticó los comentarios de Navrátilová por considerarlos "transfóbicos".
Ivy citó una de las normas fundamentales del Comité Olímpico Internacional, según la cual la práctica del deporte es un derecho humano. Su participación en la competición fue coherente con las normas vigentes desde 2003. Algunos comentaristas consideraron que Ivy tenía ventaja por su tamaño y masa muscular. Ivy se opuso a esta crítica: debe mantener su nivel de testosterona bajo como requisito para su participación en competiciones deportivas.

### Contrarreloj de ciclismo en 2019
En una contrarreloj de octubre de 2019, Ivy batió el récord de los 200 m lisos para mujeres de 34 a 39 años.
En respuesta, recibió varias amenazas de muerte y fue objeto de ataques en Twitter por parte de Donald Trump Jr. En diciembre de 2019, escribió un artículo de opinión en The New York Times sobre esta experiencia. Ivy cambió su nombre de Rachel McKinnon con un anuncio en Twitter el 4 de diciembre de 2019.

## Polémica
En marzo de 2019, en respuesta a un tuit en el que se afirmaba que "la mayoría de las personas trans... no quieren literalmente que [las personas cis] mueran en un incendio", Ivy tuiteó la respuesta "quiero decir que soy más específica y quiero que mueran en un incendio de grasa". La respuesta provocó la suspensión temporal de Ivy de Twitter.
En agosto de 2019, en relación con la muerte del multimillonario estadounidense David Koch, Ivy tuiteó que "está bien alegrarse, incluso celebrarlo, cuando mueren personas malas". Un encuestado, creyendo que Ivy aludía a la enfermedad terminal de Magdalen Berns, preguntó si Ivy "pensaba que estaba bien celebrar la muerte de una persona joven que sufría un tumor cerebral incurable" (citando el relato del Charleston en The Post and Courier). Ivy respondió: "¿Si se trata de una basura humana que intenta activamente dañar a personas marginadas por ser quienes son? Creo que está justificado". El intercambio provocó una petición de más de 500 firmantes que pedían una disculpa pública de Ivy.